# Alta traição
Historicamente, nos países de common law, alta traição (em inglês:  high treason) é traição contra o Estado. É diferente da traição insignificante (ou petit treason), que era traição contra alguém juridicamente superior (como um servo matando seu mestre) e era restrita a casos de homicídio em 1351, sendo que chegou a ser considerada o mais grave grau de assassinato.
Como jurisdições de common law em todo o mundo aboliram a petit treason, o conceito de "alta traição" desvaneceu-se gradualmente e o uso atual da palavra "traição" geralmente refere-se ao que foi historicamente conhecido como alta traição.
Alta traição é a deslealdade criminosa contra o governo, como participar de uma guerra contra seu país nativo, tentar derrubar seu próprio governo, espionar seus militares, seus diplomatas, ou seus serviços secretos para uma potência hostil e estrangeira, ou tentar matar seu chefe de Estado. A alta traição exige que o suposto traidor tenha obrigações de lealdade ao Estado que ele ou ela traiu. Espiões, assassinos e sabotadores estrangeiros, embora não sofram da desonra associada com a condenação por alta traição, ainda podem ser julgados e punidos judicialmente por atos de espionagem, assassinato, ou sabotagem, embora em tempos contemporâneos, espiões estrangeiros sejam geralmente repatriados em troca de espiões nacionais. A alta traição é considerada um crime muito sério - muitas vezes o mais grave possível - pelas autoridades civis.